# Santidad (Arucas)
Santidad es una localidad del municipio de Arucas, Gran Canaria, España. Situado al sur de la capital municipal se extiende a lo largo de la carretera GC-303. En 2023 contaba con 8584 habitantes.

## Toponimia
El nombre parece derivar de la denominación castellana a un lugar de culto aborigen que llamaron Santidad de los canarios, que usarían las numerosas cuevas de la zona como refugio en tiempos de guerra.

## Historia
Toda la zona del lomo de Arucas hasta Guanchía en el barranco del Pino de Teror presenta vestigios de asentamientos aborígenes, apareciendo restos de goros para guardar el ganado. Ya en el siglo XVII aparece como habitado por agricultores y ganaderos.
Inicialmente se distinguía entre Santidad Alta y Santidad baja, aunque actualmente prácticamente no se distingue el límite entre ambos caseríos.